# Абаев, Султан Шамсутдинович
Султа́н Шамсутди́нович Аба́ев (1 ноября 1954, пос. Хайдаркан, Ошская область) — советский и российский художник, член союзов художников Санкт-Петербурга и Чеченской Республики, член Союза художников России (2002 год), Заслуженный художник Российской Федерации, заслуженный художник Чеченской Республики (2008).

## Биография
Чеченец. Родился в депортации 1 ноября 1954 года в Киргизской ССР.
Рано начал рисовать. В 1958 году семья вернулась на родину. В конце 1960-х годов учился в Грозненской изостудии и в художественной школе. Его преподавателем был художник Виктор Петрович Ламтюгин. В 1978 году окончил Махачкалинское художественное училище.
В 1987 году окончил Институт живописи, скульптуры и архитектуры имени И. Е. Репина. После окончания института остался жить в Ленинграде. Но он не теряет связи с родиной — многие его работы созданы по мотивам её пейзажей.
В 1991—1993 годах проживал в Шри-Ланке и Сеуле. Впечатления от этого этапа своей жизни отобразил в серии картин, посвящённых Шри-Ланке и Корее.
Работает в мастерской, которая некогда принадлежала известному художнику Василию Верещагину. Занимается, помимо профессиональной, преподавательской и общественной деятельностью. Его работы хранятся в частных коллекциях в Германии, Китае, США, Польше, Японии и в других странах.